# Тејлор (Аризона)
Тејлор (енгл. Taylor) град је у америчкој савезној држави Аризона. По попису становништва из 2010. у њему је живело 4.112 становника.

## Демографија
Према попису становништва из 2010. у граду је живело 4.112 становника, што је 936 (29,5%) становника више него 2000. године.
| Група             | 2000.         | 2010.         |
| Белци             | 2.641 (83,2%) | 3.301 (80,3%) |
| Афроамериканци    | 17 (0,5%)     | 9 (0,2%)      |
| Азијати           | 4 (0,1%)      | 12 (0,3%)     |
| Хиспаноамериканци | 292 (9,2%)    | 546 (13,3%)   |
| Укупно            | 3.176         | 4.112         |